# Call of Duty: Modern Warfare 2
Call of Duty: Modern Warfare 2 (или само Modern Warfare 2) је пуцачина из првог лица, шеста из серије Call of Duty и представља директни наставак приче из Call of Duty 4: Modern Warfare о измишљеним војним сукобом у блиској будућности између САД и Велике Британије са једне стране, и руских ултранационалиста са друге стране. Игра је изашла у продају 10. новембра 2009. Игру је развио Инфинити Вард, а објавио Активижн.

## Игра
Игра се не састоји од тачно одређених целина (кампања), што је случај у претходним деловима игре, већ су мисије подељене у три акта, као и у Call of Duty 4: Modern Warfare. И сам играч игра под карактерима више војника, чије се мисије често надовезују једна на другу, тако да је доста тешко поделити игру на целине. Мисије које се извршавају у игри су у Авганистану, САД, Рију де Жанеиру и Казахстану. Прича игре се надовезује на четврти део, где након смрти Имрана Закаева (вође руских ултранационалиста), на чело долази нови вођа Владимир Макаров, који је један од главних непријатеља у игри. Први карактер у игри, ког играч контролише је амерички војник Џозеф Ален, који је припадник америчких ренџера и оперативне групе 141, које предводи генерал Шеперд. Он бива кратко у игри, након што је убијен од стране главног противника у игри Макарова, где је Ален, послат од генерала Шеперда под лажним идентитетом Руса Алексеја Бородина, заједно са Макарововом групом убија људе на аеродрому у Москви, али на крају бива откривен. Следи затим карактер америчког војника Џејмса Рамиреза, такође припадника америчких ренџера, који предвођен водником Фолијем и десетаром Даном, учествује у одбрани САД од руског напада. Већим делом игре, играч контролише карактером водника Џерија „Роуча” Сендерсона, ког предводи капетан Џон „Соуп” Мектевиш (главни карактер ког играч контролише у четвртом делу, који је и у овом делу омогућен у задњим мисијама), после и капетан Џон Прајс, а на крају и мистериозни карактер Гоуст. И он бива убијен на самом крају игре, заједно са Гоустом, након издаје генерала Шеперда. Играч на самом крају контролише капетана Џона Мектевиша, који заједно са капетаном Прајсом убија генерала Шеперда. Ипак, главни противник у игри-Владимир Макаров није убијен, и зато би осми део игре (Call of Duty: Modern Warfare 3), требало да заврши причу.

## Рејтинзи и новитети
Игра је поставила велики број проданих примерака, срушивши рекорде продаје свих претходних делова. Један од разлога су управо и низ побољшања која су пак била пресудна. На пример, непријатељски војници се не налазе увек на истом месту када се једна мисија игра више пута, већ увек користе другачије заседе и тактите да би били што успешнији у свом задатку. Мултиплејер мод се такође доста побољшао, омогућивши више играча на серверу, као и низ нових оружја и тактика. Осим тога, у игри се по први пут појављује и додатак под називом Спешл Опс (енгл. Special Ops), у ком играч сам, а и два играча прелазе различите нивое под три тежине: лака, средња и тешка. У зависности од тежине коју играч изабере може добијати од једне па до три освојене звезде по пређеном нивоу. Због велике вулгарности, која је заступљена у игри, она се не препоручује играчима млађим од 18 година у многим државама, а постоје и мисије, које су на неки начин преурађене или потпуно уклоњене из игре у земљама широм света (као што је случај са мисијом „Нема Руса” (енгл. No Russian), где играч према наређењу убија цивиле на руском аеродрому. Због тога је играч опоменут при уласку стартног менија игре.